# ブレンダマンドラル

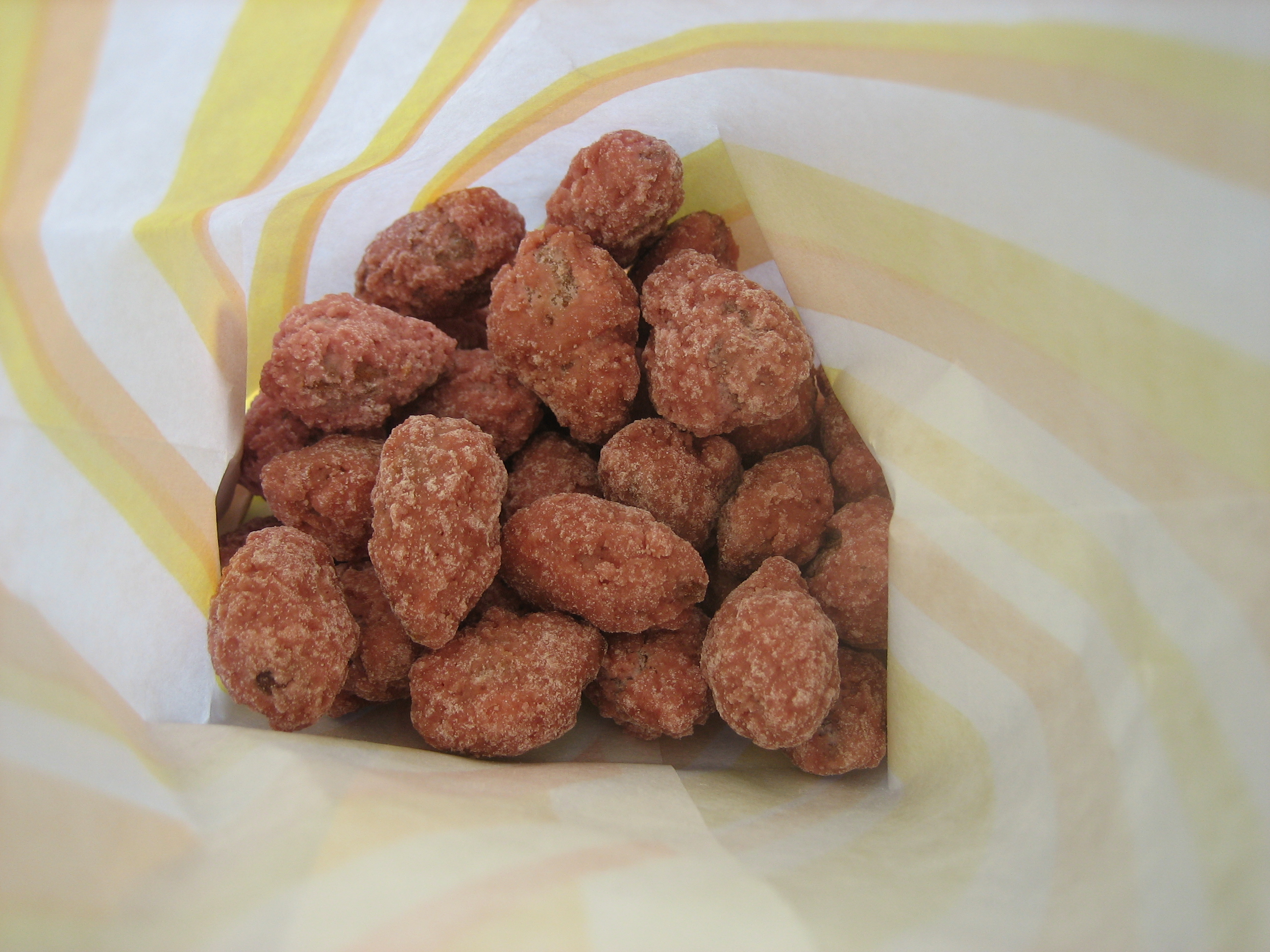
ブレンダマンドラルの例

ブレンダマンドラル（スウェーデン語: brända mandlar）は、スウェーデンで食されている菓子の一種。炒ったアーモンドに砂糖をまぶしたものである。
スウェーデンのクリスマスマーケットではグレッグ（gløgg）、ワッフル、ドーナツと共にお馴染みの飲食物である。

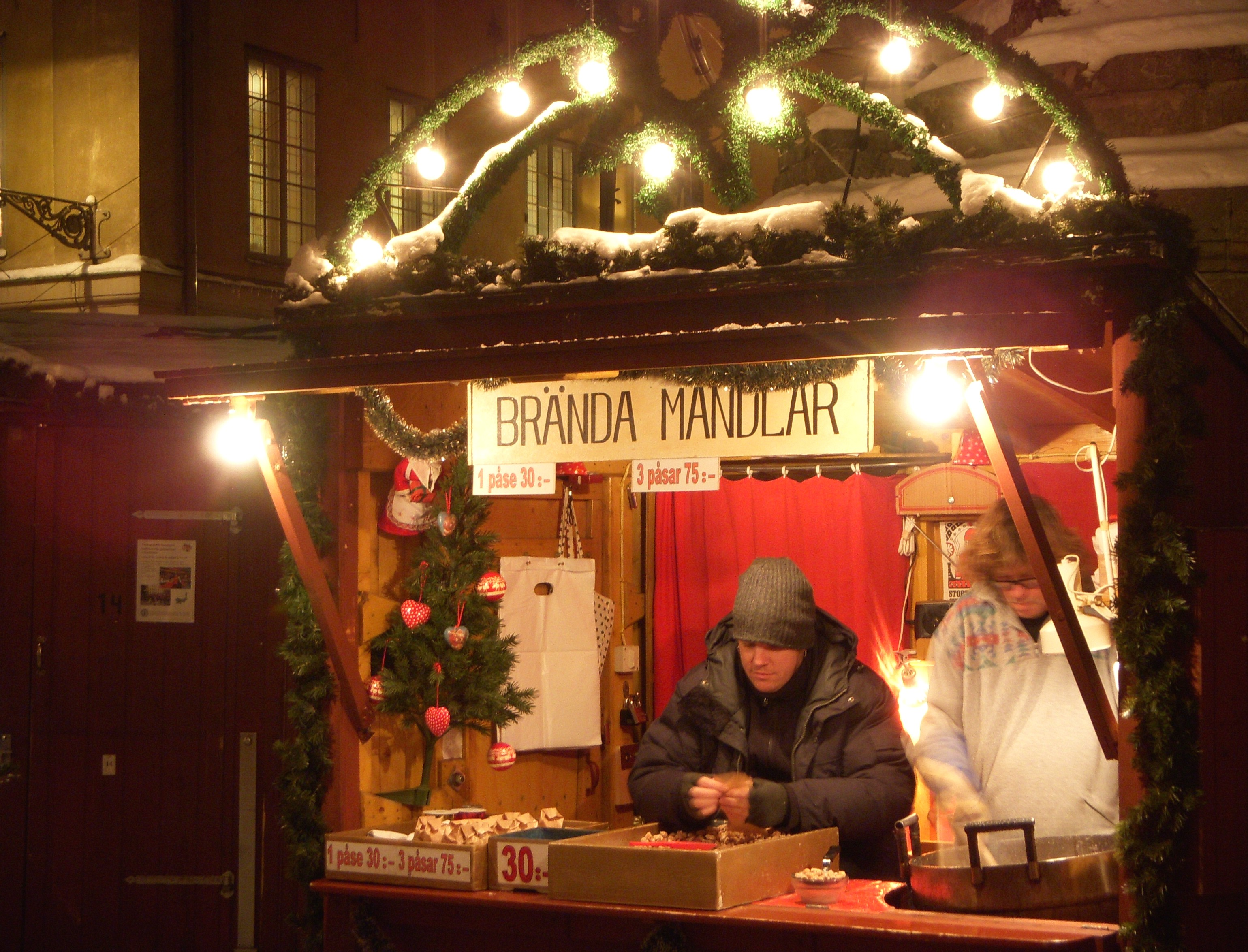
クリスマスマーケットのブレンダマンドラル販売店（ガムラスタン、2009年）
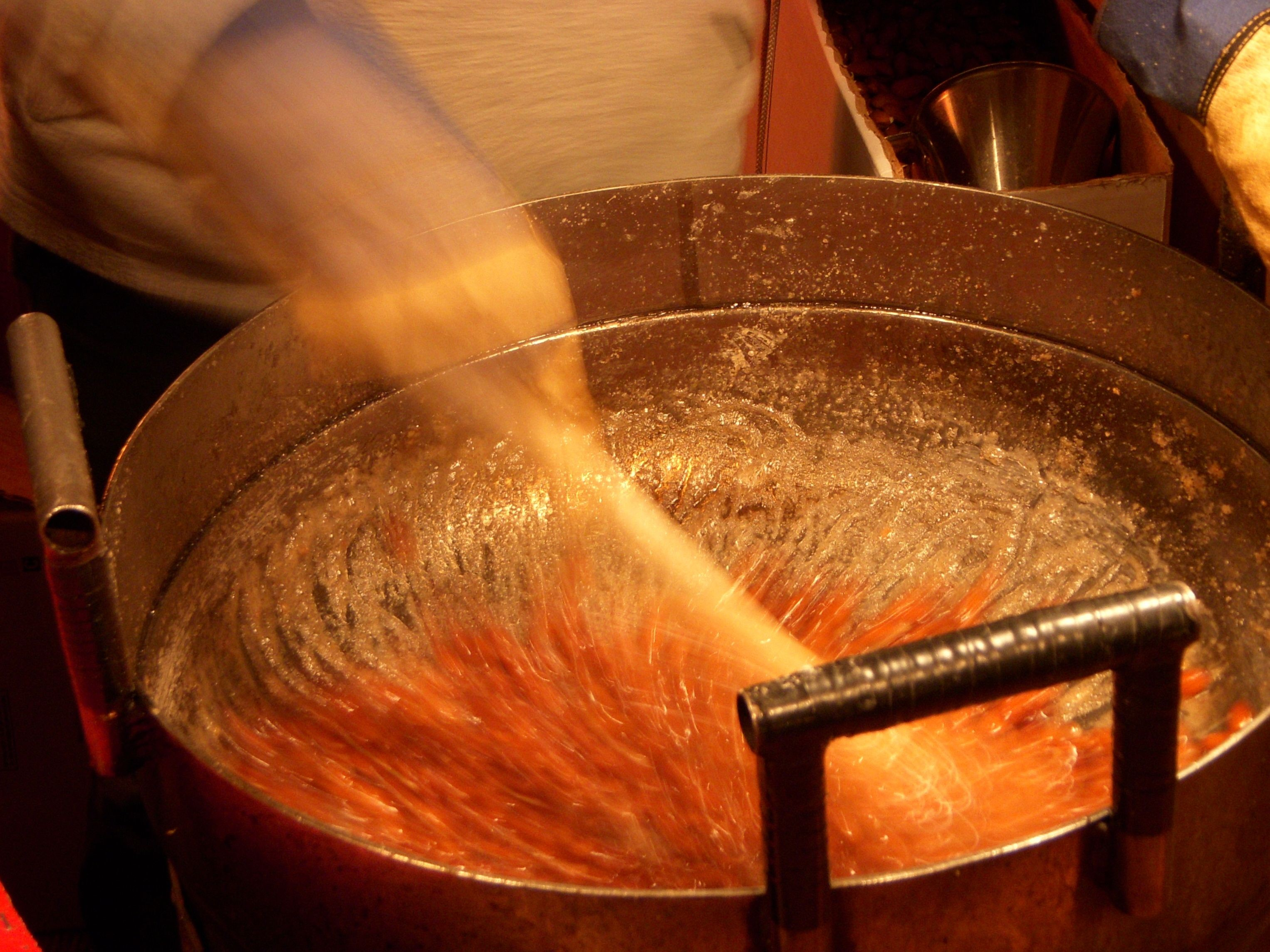
ブレンダマンドラルを作っているところ
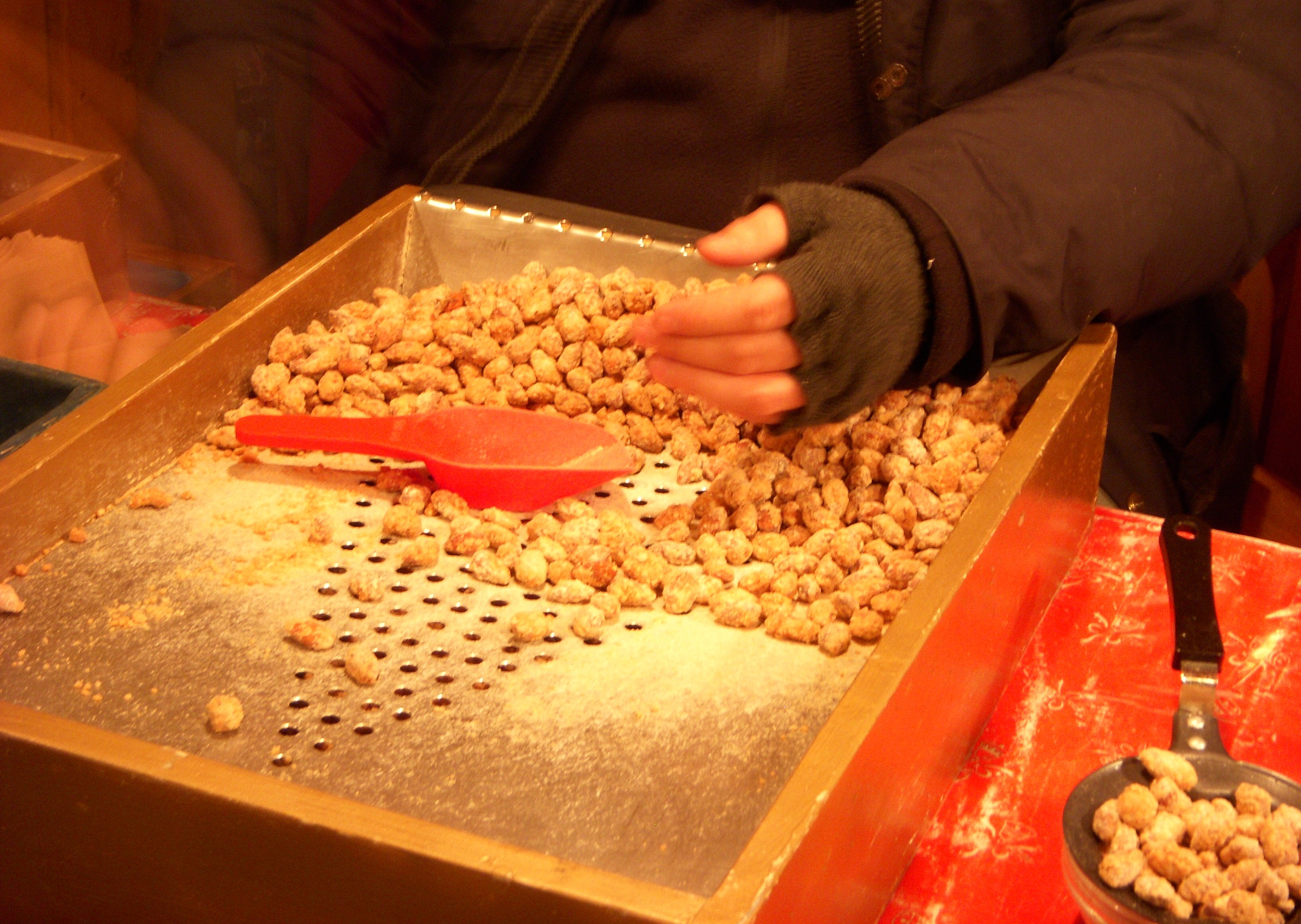
販売の様子